# Philippe Mills
 (avril 2024).
Si vous disposez d'ouvrages ou d'articles de référence ou si vous connaissez des sites web de qualité traitant du thème abordé ici, merci de compléter l'article en donnant les références utiles à sa vérifiabilité et en les liant à la section « Notes et références ».
Philippe Mills est le directeur général de SFIL, banque publique de développement, après en avoir été le président-directeur général entre 2013 et 2017.  
Il est également président du conseil de surveillance de la Caisse Française de Financement Local (CAFFIL), filiale à 100% de SFIL.  

## Historique
Philippe Mills est diplômé de Sciences Po Paris et ancien élève de l'ENA (promotion 1990). 
Après divers postes d’économiste à la Direction de la prévision (DP) et une expérience à la Banque européenne pour la reconstruction et le développement (BERD) en qualité de banquier principal, il est conseiller économique du directeur général des affaires économiques et financières à la Commission européenne de 2000 à 2003. 
De 2004 à 2006, il est sous-directeur chargé des finances publiques à la Direction générale du trésor et de la politique économique (DGTPE) au Ministère de l’économie et des finances.  
De 2006 à 2008, il occupe le poste de directeur général adjoint du Centre d’analyse stratégique.  
De 2008 à 2013, il occupe le poste de directeur général de l’Agence France Trésor, service à compétence nationale chargé de gérer la dette et la trésorerie de l'État français. 
Le 11 novembre 2010, Philippe Mills est fait chevalier de l'Ordre national du Mérite.  
De 2013 à 2018, il est administrateur de la Banque européenne d’investissement (BEI). 
De 2016 à 2022, Philippe Mills est le président de l’Association européenne des banques publiques (EAPB) qui regroupe 30 adhérents et représente auprès de l’Union européenne (UE) les intérêts d’environ 90 institutions financières chargées, comme SFIL, du financement des territoires et du tissu économique. Il continue de prendre part à la gouvernance de l’association en qualité de membre du conseil d’administration.    
De 2013 à 2017, il est le président-directeur général de SFIL, banque publique de développement. 
Depuis 2017, il est le directeur général de SFIL. 
Il est également président du conseil de surveillance de la Caisse Française de Financement Local (CAFFIL), filiale à 100% de SFIL. 